# Peperomia membranacea
Peperomia membranacea är en pepparväxtart som beskrevs av Hook. & Arn.. Peperomia membranacea ingår i släktet peperomior, och familjen pepparväxter. Inga underarter finns listade i Catalogue of Life.